# Anticuario (estudioso)

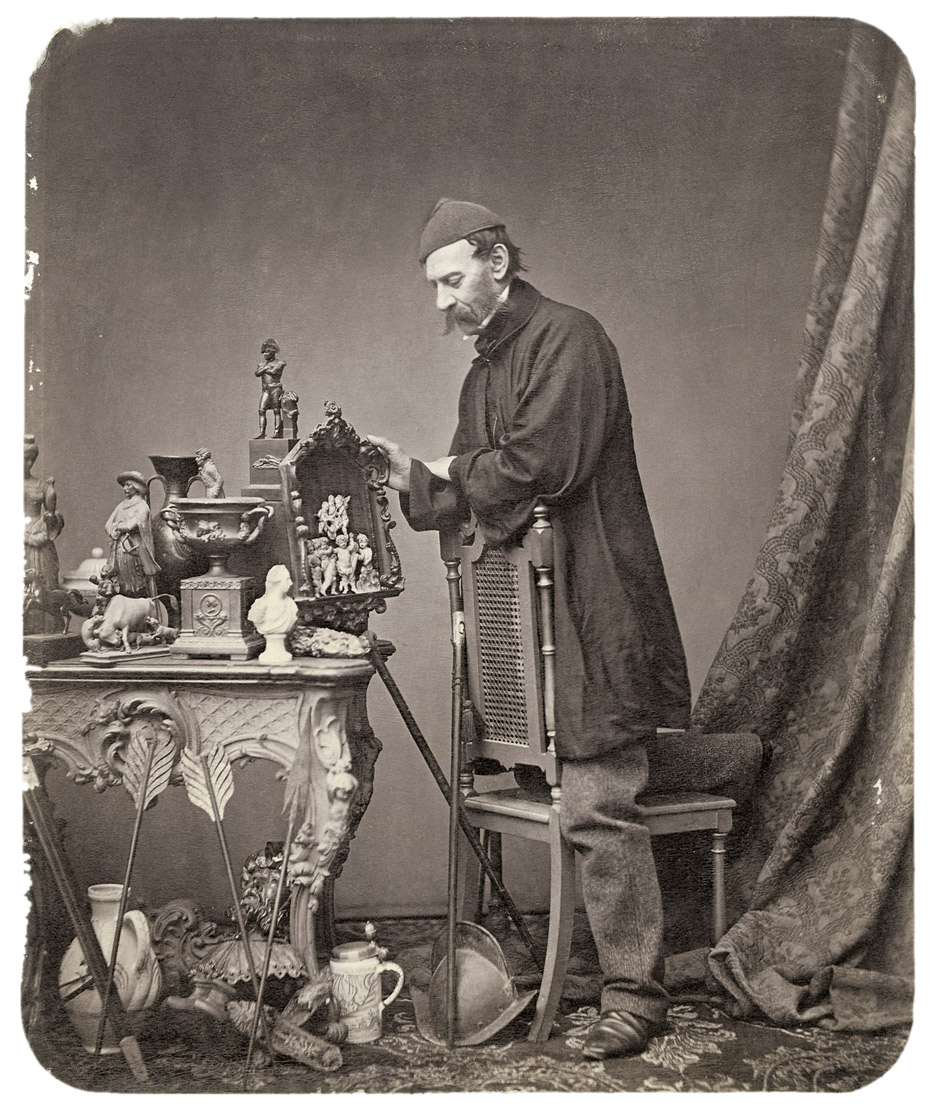
Retrato del estudio de un anticuario del.

Un anticuario (del latín antiquarius, es decir, perteneciente a la antigüedad) es un aficionado o estudiante de antigüedades o cosas del pasado. Más específicamente, el término se usa para quienes estudian la historia con especial atención a artefactos antiguos, sitios arqueológicos e históricos, o archivos y manuscritos históricos. La esencia del anticuario es un enfoque en la evidencia empírica del pasado, y quizás esté mejor resumida en el lema adoptado por el anticuario del siglo XVIII Sir Richard Colt Hoare: "Hablamos de hechos, no de teoría". 
En el mundo hispánico se conoce con el nombre de anticuario a un erudito que se dedica al estudio de las cosas antiguas y escribe sobre ellas, siendo una especie de historiador que no sigue necesariamente el método historiográfico. 
Con frecuencia los anticuarios de los siglos XVI y XVII se dedicaban a recopilar noticias históricas, tradiciones y leyendas sin ejercer sobre dichos datos una labor crítica y manipulando la información con fines apologéticos, algo muy frecuente entre los genealogistas.